# Laurent Di Lorto
Laurent Di Lorto (Martigues, 1909. január 1. – Montbéliard, 1989. október 28.) francia válogatott labdarúgókapus.

## Sikerei, díjai
- Sochaux
  - Francia első osztály bajnoka: 1937-38
  - Francia kupa: 1938
- Olympique Marseille
  - Francia kupa: 1935